# Agencia para la Reincorporación y la Normalización
La Agencia para la Reincorporación y la Normalización (ARN), antes Agencia Colombiana para la Reintegración (ACR) es una entidad adscrita a la Presidencia de la República de Colombia, encargada de coordinar, asesorar y ejecutar, en alianza con otras entidades públicas y privadas, la reintegración social y económica de las personas desmovilizadas de los grupos armados organizados al margen de la ley.
Para responder a las exigencias del proceso de desmovilización en Colombia debido al aumento de personas que ingresaron con la desmovilización masiva de las Autodefensas Unidas de Colombia, FARC y ELN y la necesidad de entender la Reintegración como un programa sostenible de largo plazo se creó, en septiembre de 2006, la Alta Consejería Presidencial para la Reintegración. El 3 de noviembre de 2011 la Alta Consejería pasa a ser la Agencia Colombiana para la Reintegración de conformidad con el Decreto 4138. Esta administra los Espacios Territoriales de Capacitación y Reincorporación (ETCR).

## Historia
Los orígenes de la Agencia Colombiana para la Reintegración se remontan al Programa para la Reincorporación de la Vida Civil que funcionó en el Ministerio de Interior y de Justicia entre 2003 y 2006 en el marco de la política de Seguridad Democrática del gobierno de Álvaro Uribe; Este era un programa de Reintegración enfocado en el individuo, que buscaba reformar y preparar a las personas desmovilizadas, a través de atención psicosocial, capacitación académica y acceso al sistema nacional de salud, además del aporte de una mensualidad económica.

### Alta Consejería para la Reintegración
En septiembre de 2006, fue creada la Alta Consejería Presidencial para la Reintegración (ACR) para implementar la Política de Reintegración Social y Económica de Desmovilizados.
Hasta la creación de la ACR, el gobierno colombiano ofrecía un programa de reintegración enfocado en el individuo, que buscaba reformar y preparar a las personas desmovilizadas a través de atención psicosocial, capacitación académica y acceso al sistema nacional de salud, además de una mensualidad económica. El programa se llamaba Programa para la Reincorporación a la Vida Civil (PRVC) y era dirigido por el Ministerio de Interior y de Justicia.
La ACR tenía cobertura nacional a través de 29 Centros de Servicio localizados a lo largo del territorio nacional. Adicionalmente, se logró la inclusión de la política de reintegración en los planes de desarrollo de 17 departamentos y 132 municipios del país, así como la asignación de recursos de las administraciones departamentales y municipales para la población desmovilizada.
En relación con la institucionalización, la ACR coordinó acciones y estrategias con más de 13 ministerios y entidades públicas a nivel nacional, departamental y local, así como con la Comisión Nacional de Reparación y Reconciliación, para establecer la prestación de servicios y definir las estrategias y los lineamientos de política que faciliten la generación de un sistema nacional para la reintegración.
A su vez, se realizó un trabajo de presentación del proceso a la comunidad internacional que resultó en más de U$60 millones de cooperación en 3 años y en el reconocimiento del Proceso de Reintegración de Colombia como uno de los más completos en materia de Desarme, Desmovilización y Reintegración –DDR- en el mundo. Colombia se convirtió en referente a nivel mundial para el tema de reintegración, recibiendo solicitudes de apoyo de países como Filipinas y Brasil, entre otros. Así mismo, se han recibido giras de cooperación internacional en el país, para presentar el proceso de reintegración a más de 60 funcionarios de Gobiernos internacionales y entidades multilaterales que manejan temas de reintegración.

### Primer Congreso Internacional de Desarme, Desmovilización y Reintegración
Entre el 4 y el 6 de mayo de 2009 se realizó de Cartagena el Primer Congreso Internacional de Desarme, Desmovilización y Reintegración (CIDDR), el cual dio a conocer el Proceso de Reintegración en Colombia, facilitó el intercambio de experiencias internacionales y los espacios para desarrollar mecanismos mutuos de cooperación. El CIDDR reunió en Cartagena a 1.534 personas, entre las cuales había dirigentes políticos, académicos, expertos y técnicos de 57 países.
El CIDDR fue organizado por la ACR, la Comisión Nacional de Reparación y Reconciliación, el Ministerio de Relaciones Exteriores y la Agencia Presidencial para la Acción Social y la Cooperación Internacional. El congreso tenía como objetivo analizar en perspectiva e intercambiar experiencias sobre los Procesos de Desarme, Desmovilización y Reintegración en todo el mundo. Este fue considerado como el Primer evento mundial en donde todos los grupos de interés fueron convocados.
El Congreso constó de un total de 7 paneles, cada uno compuesto entre 4 y 6 académicos, políticos, profesionales y/o excombatientes desmovilizados de los grupos Armados ilegales Colombianos. Igualmente, cada panel fue moderado por políticos o académicos con amplio conocimiento en los campos de DDR, reintegración, paz y desarrollo. De los siete paneles en forma de plenaria, cinco de ellos se centraron en cuestiones temáticas del DDR, variando entre la relación entre el DDR y la seguridad, la reintegración social y económica y las palabras y percepciones de veteranos de la guerra. Cada uno de los paneles temáticos principales, se dividió en 4 mesas redondas, dejado así 16 mesas redondas temáticas en total. Cada Mesa examinó aspectos específicos del DDR desde perspectivas más prácticas.
Igualmente, fueron co-organizadores de esta iniciativa el Programa de las Naciones Unidas para el Desarrollo, el Banco Mundial, Países Bajos, Suecia, la MAPP-OEA, el Programa para la Convivencia, la Comisión Europea, entre otras organizaciones de ámbito internacional.

### Intervenciones Comunitarias

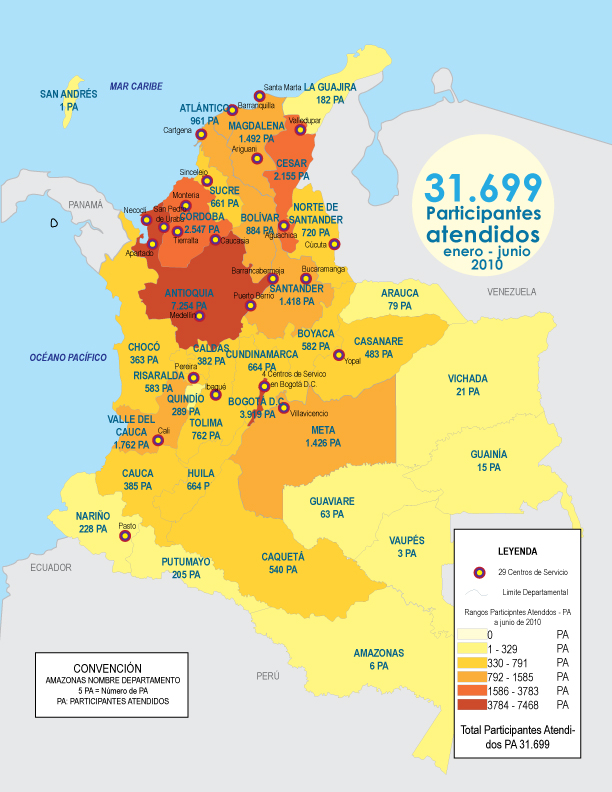
Mapa atendidos (junio de 2010).

Dentro de la estrategia de Reintegración Comunitaria, los participantes del proceso de reintegración -personas desmovilizadas-, junto a sus familias y las comunidades, desarrollan capacidades de liderazgo, empoderamiento y ejercicio de la ciudadanía dentro del marco de la legalidad. Así, se general condiciones que permiten la resolución pacífica de conflictos y el respeto por los derechos humanos. Así mismo se mejoran los niveles de confianza entre las comunidades, los participantes y la institucionalidad local y se generan escenarios de convivencia y reconciliación.
Bajo esta metodología se realizaron 98 intervenciones comunitarias a junio de 2010, en 81 municipios del país, 167 proyectos comunitarios priorizados y ejecutados por las mismas comunidades. 101 diagnósticos comunitarios participativos 127 acciones simbólicas de convivencia y reconciliación, logrando con esto, 20 mil beneficiarios directos y 3.6 millones de personas beneficiarios indirectos, entre los que se encuentran 17.300 líderes comunitarios, de 805 organizaciones sociales y comunitarias.

### Desde 2011
La Agencia Colombiana para la Reintegración se crea el 3 de noviembre de 2011 como una Unidad Administrativa Especial adscrita al Departamento Administrativo de la Presidencia de la República encargada  de fortalecer la implementación de la Política de Reintegración.

## Política de Reintegración Social y Económica de Desmovilizados
La Política de Reintegración Social y Económica de personas Desmovilizadas está a cargo de la ACR, de acuerdo con el Decreto 3043 de 2006. En diciembre de 2008, se aprobó el documento CONPES 3554 (enlace roto disponible en Internet Archive; véase el historial, la primera versión y la última). que ha permitido ir  institucionalizando la reintegración como una herramienta de Paz, mediante la  coordinación y articulación de 13 entidades nacionales y con un seguimiento bianual. 
En términos concretos, la Política de Reintegración busca el desarrollo de competencias y habilidades de los desmovilizados de grupos armados al margen de la ley tanto de guerrillas como paramilitares, para que sean miembros autónomos y activos dentro de sus familias y comunidades y en los contextos educativo y productivo, dentro del marco de la legalidad, aportándole a su vez a la convivencia de las comunidades receptoras.
Para el año 2010 se expidió la Ley 1424 de 2010, conocida como "Ley de Desmovilizados". Con ella se establecen beneficios jurídicos para los desmovilizados de las AUC que no estuvieran procesados por crímenes de guerra y violaciones de los derechos humanos. Posteriormente, un año después, se decretó la Ley 1448 de 2011 o "Ley de víctimas y restitución de tierras" como respuesta a las peticiones de las víctimas, quienes consideraban que un país con impunidad no lleva a una paz justa para todos. Esta ley incluye dentro de sus disposiciones la asistencia a menores de edad que fueron reclutados por los grupos armados ilegales o grupos armados al margen de la leye, quienes contaban con estatus de víctimas.
Durante el proceso de reintegración la persona desmovilizada redefine sus creencias, encuentra el sentido de su vida, aprende a tener una actitud positiva ante la existencia, su misión como ciudadano, para qué vale la pena vivir en la legalidad y construye sueños e ideales acordes con sus circunstancias, intereses y potencialidades.
La reintegración les brinda asesoría psicosocial a las personas desmovilizadas para que puedan construir con los suyos un ambiente armónico, en el que prime el respeto por los demás y se acojan normas de convivencia para beneficio de todos. Esta asesoría busca desarrollar competencias para que los desmovilizados puedan vivir autónomamente en sociedad, luego de haber salido de la violencia. Entre el 2007 y junio de 2010 39.466 mil personas desmovilizadas han recibido atención psicosocial personalizada.
La ACR gestiona dentro del sistema público de saludo Colombiano la afiliación en salud de las personas desmovilizadas y sus familiares. 44.133 personas desmovilizadas han sido afiliados al sistema.
Aproximadamente el 40% de las personas que dejaron las armas son analfabetas funcionales, eso implica que su ruta de reintegración debe iniciar desde a aprender a leer y a escribir, y a validar la primaria y el bachillerato. De acuerdo a las capacidades y conocimientos de cada uno de los participantes, se traza una ruta educativa, dentro del sistema educativo nacional colombiano.
Entre 2007 y junio de 2010, 33.251 participantes han participado en cursos de formación académica.

### Formación para el trabajo y reintegración económica
Teniendo en cuenta los requerimientos del sector productivo y del mercado laboral en las regiones donde viven, las personas desmovilizadas realizan un proceso formativo en carreras técnicas y tecnológicas o en capacitaciones semicalificadas que les permita desarrollar, en el mediano plazo, una trayectoria profesional. Estos cursos de formación se realizan en asocio con entidades de Formación como el Servicio Nacional de Aprendizaje (SENA).
Entre el 2007 y junio de 2010, 18.132 participantes del proceso de reintegración, han recibido cursos de formación académica. 
Tiene dos ejes: Empleabilidad y Planes de negocio. En el primer caso, el proceso desarrolla competencias en el participante para que pueda competir en igualdad de condiciones en el mercado laboral en igualdad de condiciones frente al resto de colombianas. La segunda posibilidad es generar ingresos es el desarrollo de planes de negocios. La ACR apoya la estructuración, el desarrollo y realiza el seguimiento a los emprendimientos unipersonales y asociativos, previamente viabilizados en diferentes sectores económicos. 
A junio de 2010, 2.421 personas desmovilizadas han recibido desembolsos de planes de negocio y 18.917 se encuentran trabajando, aunque la mayoría en el sector informal de la economía.

## Servicio Social
Para reparar a las comunidades afectadas por la violencia, los participantes del proceso de reintegración realizan labores como auxiliares cívicos. En el programa Salvavías, que cuenta con el apoyo del Fondo de Prevención Vial, apoyan la realización de campañas preventivas de accidentes de tránsito y acciones
pedagógicas, orientación a la ciudadanía y entrega de piezas de comunicación. Como vigías ambientales del programa Ser Social, los desmovilizados realizan actividades de reforestación, arreglo de zonas verdes, reparación de zonas comunes y atención a población vulnerable.

## Dirección General
Este despacho se enfoca en cumplir con la política nacional de reintegración, reincorporación y reincorporación especial, pero también cuenta con responsabilidades como articular con las entidades nacionales y difundir nacional e internacionalmente en los procesos de desarme, desmovilización, reintegración y reincorporación actuales y futuros.
El primer designado en el cargo fue Frank Pearl, encomendado en 2006 por Álvaro Uribe para estrenarse en la recién creada Alta Consejería para la Reintegración. Después, en 2010, el entonces Presidente de la República, Juan Manuel Santos, convoca a Alejandro Eder Garcés en su reemplazo, como Director de la Agencia Colombiana para la Reintegración.
Luego ese puesto fue ocupado por Joshua Mittroti Ventura desde 2014 hasta 2018. Le sucedió Andrés Felipe Stapper, quien estuvo allí, ya como director de la Agencia para la Reincorporación y la Normalización, desde que Iván Duque lo designó hasta que él mismo presentó su renuncia en 2022. Durante el gobierno del Presidente Gustavo Petro el cargo ha sido ocupado, desde 2023, por la académica, activista feminista y excomisionada de la verdad Alejandra Miller Restrepo.